# Lastenia Blanco
Lastenia Blanco (Trancas, Tucumán, diciembre de 1857 - Lules, Tucumán, 1911) fue una educadora y filántropa Argentina.

## Vida
Se registra su bautismo en la Iglesia de San Joaquín de Las Trancas como "Josefa Lastenia", "de padres no conocidos".
Le dio su apellido Julián Blanco, representante, juez de distrito de Trancas y jefe de las tropas de defensa del departamento. Julián Blanco fue padre del comandante, José Antonio Blanco Ramírez, defensor de la localidad de Trancas, fusilado en 1853 intentando defender las propiedades de los pobladores honestos, que eran víctimas de diversos saqueos por tropas y milicias de paso por la provincia de Tucumán.

Lastenia Blanco era en realidad hija de la viuda de José Antonio Blanco Ramírez: doña Juana Josefa Gramajo y López (Trancas ca 1827-Lules 12/07/1883), descendiente de una de las más reconocidas familias de la localidad de Las Trancas: los López de Vera.

La Señorita Lastenia Blanco fue la primera maestra de la localidad de Lules llegada a mediados de la década de 1870. A fines del siglo XIX, en Lules, existió una escuela rural provincial conocida como: “La Capilla”. Lastenia Blanco fue su directora. La escuela es nombrada también como Escuela n° 23, San José de Lules. A ella se hace referencia en el estudio « Capilla, Colegio y Fábrica de San José de Lules », publicado por Benjamín Gutiérrez Colombres en la Revista "Norte Argentino" del 15/11/1943.
A la muerte de su maestra, la escuela fue cerrada y trasladada. En la actualidad la misma escuela funciona en el Ex Ingenio Lules, es la “Escuela rural Lastenia Blanco”. Lleva su nombre para honrar el recuerdo de esta mujer insigne.

La Señorita Blanco fue una muy ferviente cristiana, lo que la impulsó a participar de un proyecto que se formalizará en 1888, fecha en la que se estableció en Lules un Centro Regional del Apostolado, denominado “Apostolado de la Enseñanza”. Fue doña Lastenia Blanco su primera presidenta.

El investigador, historiador, periodista e ingeniero, Emilio J. Schleh Blanco, hijo de una hermana de Lastenia, le dedicó algunas palabras en homenaje al tezón y abnegación de doña Lastenia Blanco:

"Una santa y noble mujer, que los viejos de la región aún recuerdan por sus excelsas virtudes y su afanosa dedicación a la enseñanza en el desamparo de la campaña. Era doña Lastenia Blanco, que ejerciera ese apostolado desde poco después de 1870 hasta 1911 en que se extinguiera su vida. Los pobres alumnos que desde largas distancias llegaban a la escuela instalada en un primitivo rancho de paja que después se transformó, muchos de ellos en cabalgaduras, haraposos y desnutridos, tenían en la piadosa directora un sedante en su miseria pues de su menguado sueldo a todo contribuía y sólo tenía palabras de bondad en medio de tanto desamparo. La orden dominicana fue por cuatro largas décadas testigo de la obra meritoria de esta santa mujer, a quien diera sepultura en el portal de la Capilla, que fuera teatro de su esforzado desempeño".

La maestra Lastenia Blanco, falleció en Lules hacia 1911, sus restos fueron sepultados próximos a la capilla de las ruinas jesuíticas de San José de Lules.

En un rincón, un arbusto recuerda que ahí descansó Belgrano, después de la batalla de Tucumán: se creyó derrotado y le vinieron a anunciar que no, que había ganado, era 1812. Y en 1814, San Martín durmió aquí, en su camino al norte para relevar a Belgrano en la posta de Yatasto. Desde 1800 este lugar fue la Posta de San José y en 1878 llegó Lastenia Blanco, la primera maestra de la zona, trabajó hasta 1911 y está enterrada debajo de la palmera, ahí, junto a la entrada de la iglesia.

En ese sitio se erigieron dos monolitos: uno para evocar al gobernador Alejandro Heredia y otro a la memoria de Lastenia Blanco.